# Montagu Slater
Charles Montagu Slater (Millom, Cumberland, 23 de septiembre de 1902- Londres, 19 de diciembre de 1956) fue un poeta, novelista, dramaturgo, guionista cinematográfico y libretista de ópera británico. 

## Peter Grimesy relación con Britten
Escribió para Benjamin Britten el libreto de su ópera Peter Grimes, basado en una parte del poema The Borough de George Crabbe. Para ello, modernizó la medida y el ritmo de los versos del poeta e introdujo numerosas modificaciones para adaptar el poema a las necesidades dramáticas y musicales de la ópera y al gusto del espectador contemporáneo. Añadió, además, numerosas sugerencias aportadas por el propio compositor y por el tenor Peter Pears. Con el consentimiento de Britten, Slater publicó el libreto de su ópera en tres actos; en esta edición se omiten del texto las repeticiones necesarias en la ópera.
Britten dedicó a Montagu Slater sus Temporal Variations para oboe y piano. Otra obra suya, Ballad of Heroes, está dedicada al matrimonio Slater.

## Colaboraciones cinematográficas
Slater, junto a Britten y W. H. Auden, colaboró con el documentalista y productor John Grierson en sus documentales, como en Coal Face (1935), dirigida por Alberto Cavalcanti.
Escribió numerosos guiones, entre otros el de The Brave Don't Cry (1952), que trataba sobre un accidente minero ocurrido en Escocia en 1950 conocido como «la catástrofe de Knockshinnoch». Philip Leacock fue el director de la película, que fue candidata al León de Oro del Festival de Venecia de 1952.

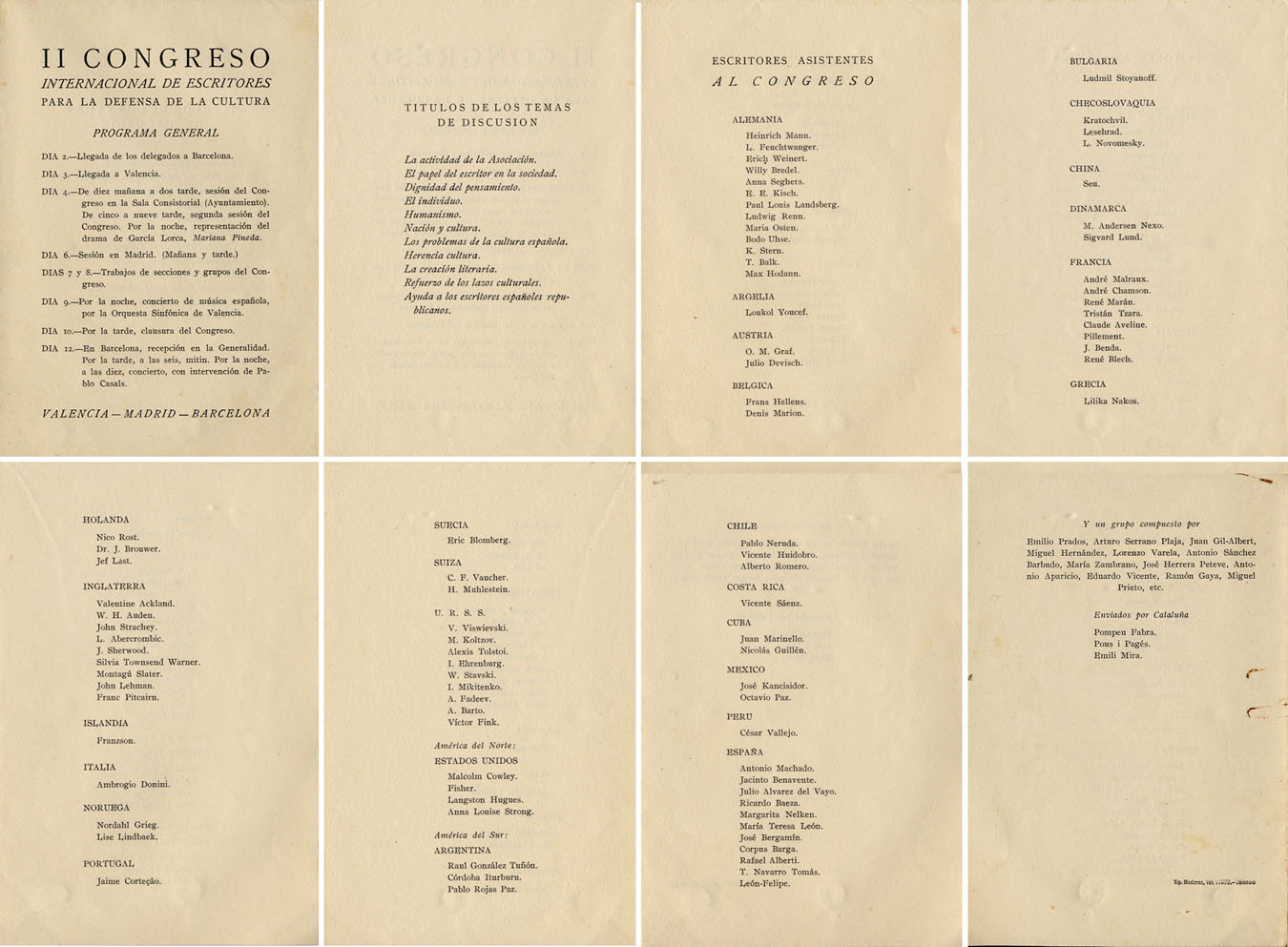
Programa del II Congreso Internacional de Escritores para la Defensa de la Cultura

## Ideología y obras literarias
Montagu Slater escribió textos en los que defendió sus ideas políticas, de carácter comunista. En su literatura también hizo crítica social, como en el drama sobre una huelga de mineros Stay Down, Miner (1937).
La correspondencia y los documentos literarios de Slater están depositados en la Universidad de Nottingham.